# Rosser (Texas)
Rosser è un centro abitato degli Stati Uniti d'America situato nella contea di Kaufman dello Stato del Texas.
La popolazione era di 332 persone al censimento del 2010.

## Geografia fisica
Secondo lo United States Census Bureau, ha un'area totale di 2,0 miglia quadrate (5,2 km²), di cui 2,0 miglia quadrate (5,2 km²) di terreno e 0,04 miglia quadrate (0,10 km², 0.99%) d'acqua.

## Società

### Evoluzione demografica
Secondo il censimento del 2000, c'erano 379 persone, 132 nuclei familiari e 97 famiglie residenti nella città. La densità di popolazione era di 188,5 persone per miglio quadrato (72,8/km²). C'erano 156 unità abitative a una densità media di 77,6 per miglio quadrato (30,0/km²). La composizione etnica della città era formata dal 58,84% di bianchi, il 32,72% di afroamericani, il 4,22% di nativi americani, l'1,85% di altre razze, e il 2,37% di due o più etnie. Ispanici o latinos di qualunque razza erano il 4,22% della popolazione.
C'erano 132 nuclei familiari di cui il 32,6% aveva figli di età inferiore ai 18 anni, il 57,6% aveva coppie sposate conviventi, l'11,4% aveva un capofamiglia femmina senza marito, e il 26,5% erano non-famiglie. Il 23,5% di tutti i nuclei familiari erano individuali e il 12,1% aveva componenti con un'età di 65 anni o più che vivevano da soli. Il numero di componenti medio di un nucleo familiare era di 2,87 e quello di una famiglia era di 3,40.
La popolazione era composta dal 29,0% di persone sotto i 18 anni, il 10,3% di persone dai 18 ai 24 anni, il 29,0% di persone dai 25 ai 44 anni, il 20,1% di persone dai 45 ai 64 anni, e l'11,6% di persone di 65 anni o più. L'età media era di 34 anni. Per ogni 100 femmine c'erano 92,4 maschi. Per ogni 100 femmine dai 18 anni in giù, c'erano 88,1 maschi.
Il reddito medio di un nucleo familiare era di 38.558 dollari e quello di una famiglia era di 39.886 dollari. I maschi avevano un reddito medio di 38.750 dollari contro i 23.750 dollari delle femmine. Il reddito pro capite era di 13.960 dollari. Circa il 18,2% delle famiglie e il 14,7% della popolazione erano sotto la soglia di povertà, incluso il 10,4% di persone sotto i 18 anni e il 34,1% di persone di 65 anni o più.